# Ober St. Veiter Pfarrkirche

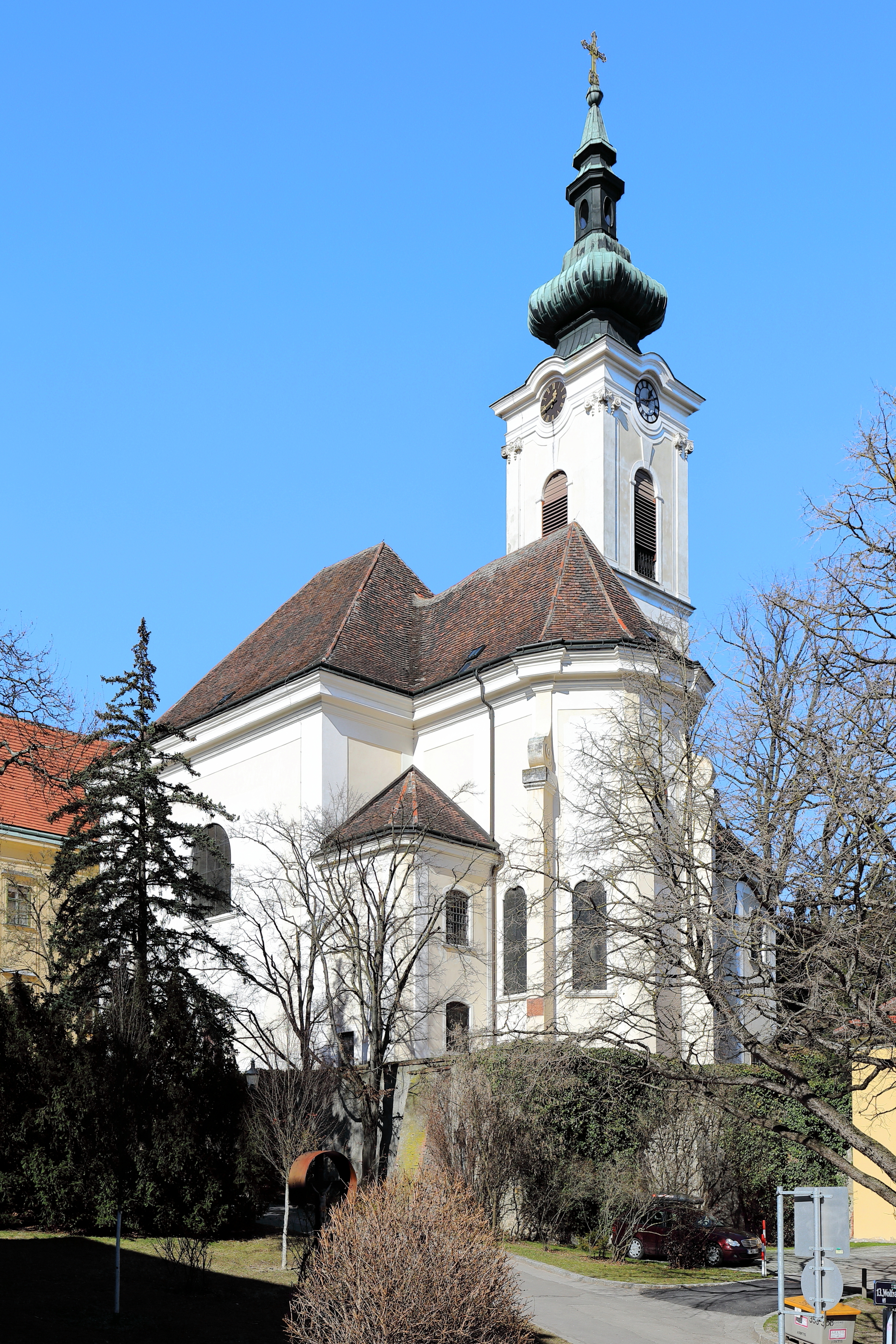
Ober St. Veiter Pfarrkirche

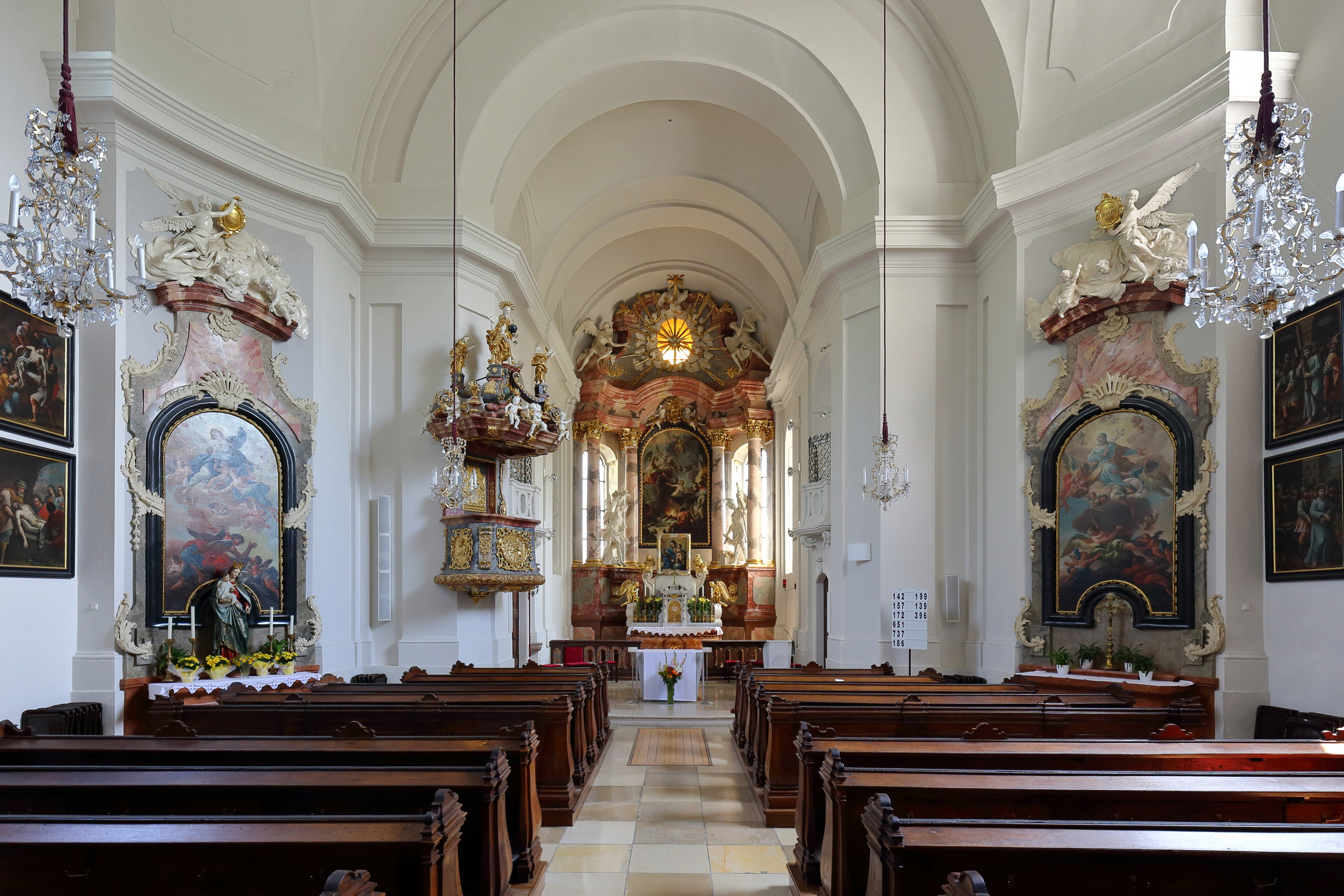
Innenansicht

Die Pfarrkirche Ober St. Veit ist eine römisch-katholische Kirche im Bezirksteil Ober St. Veit im 13. Wiener Gemeindebezirk Hietzing. Sie steht am Wolfrathplatz.

## Bauwerk
Die spätbarocke Kirche steht über Restbeständen einer geböschten gotischen Stützmauer aus Bruchsteinen. Das Langhaus ist im Kern gotisch und war ehemals Teil einer Wehrkirche. Die Kirche ist im Nordwesten mit dem ehemaligen Erzbischöflichen Schloss baulich verbunden. Sie wurde 1260 und 1298 als Pfarrkirche urkundlich genannt und gelangte 1365 in den Besitz der Dompropstei St. Stephan und 1480 des Bistums Wien. Während der Türkenkriege wurde die Kirche 1529 durch einen Brand beschädigt, 1660 wiederhergestellt und erlitt 1683 weitere Schäden. In den Jahren 1742 bis 1745 wurde die Kirche von Mathias Gerl umgebaut, mit Einbeziehung des bestehenden Chores, Turmes und Teilen des Langhauses unter Patronatsherr Erzbischof Kardinal Sigismund von Kollonitz. Die Krypta unter dem Chor wurde 1904 zugemauert. Sie ist seit der letzten Innenrenovierung (um 2000) wieder vom Langgang aus zugänglich.
1994 erfolgte der Anbau einer Taufkapelle durch den Architekten Hermann Bauer.

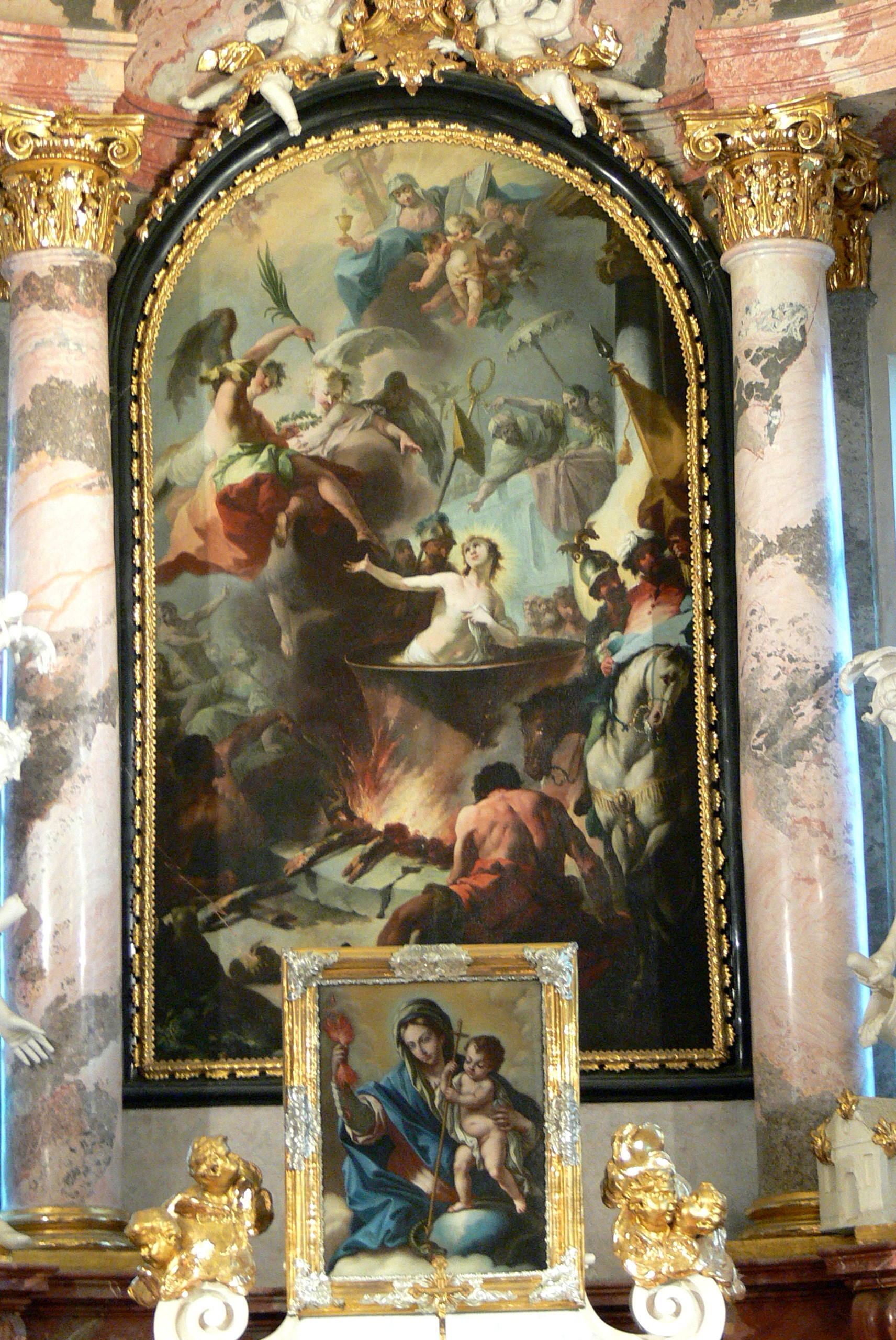
Hochaltarbild „Martyrium des heiligen Veit“

Der Hochaltar von 1745 trägt ein Altarbild Marter des hl. Veit  von Fra Agostino a San Luca. Die Seitenaltarbilder Himmelfahrt Mariae und Glorie des hl. Josef sind von Gaetano de Rosa von 1744, Hl. Anna lehrt Maria das Lesen von Franz Anton Tschungko. Die Orgel aus dem Jahre 1932 mit 15 Registern ist ein Werk der Firma Johann M. Kauffmann. 
Das Patrozinium der Kirche ist „Maria, Zuflucht der Sünder und St. Veit“.
Die Kirche steht unter Denkmalschutz (Listeneintrag).

## Taufkapelle

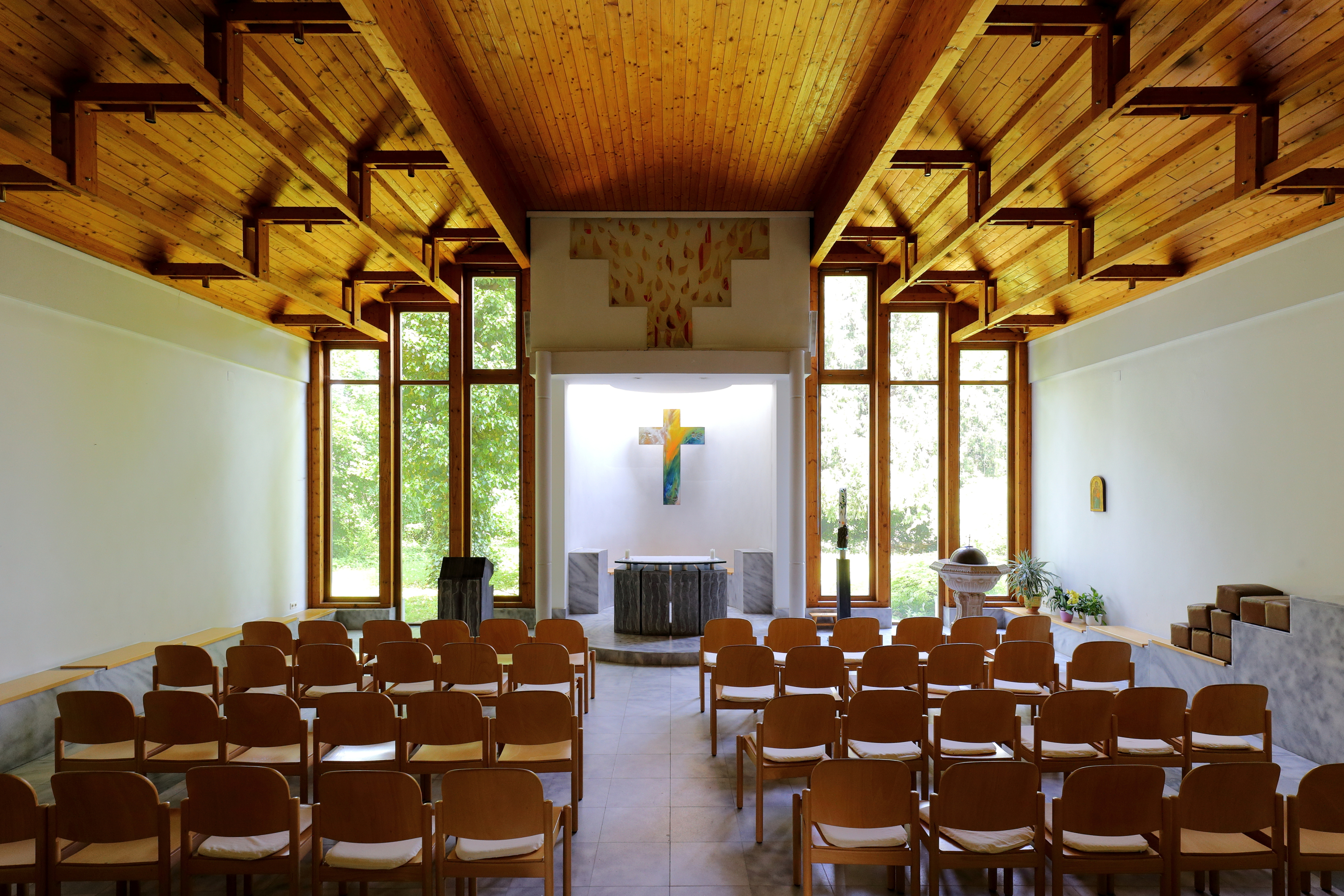
Taufkapelle, 1994 errichtet

1994 wurde anstelle der 1965 an der Nordseite des Langhauses errichteten Taufkapelle eine neue und größere nach Plänen des Hietzinger Architekten Hermann Bauer errichtet. Sie dient auch als Gottesdienststätte für die Werktage und ist vom Kircheninneren als auch über eine vom Kirchenzugang erreichbare, verglaste Verbindung zugänglich.
Die Decke ist eine gestufte, in Sichtbauweise ausgeführte Holzkonstruktion. Das Verhältnis der Deckenhöhe zur Wandhöhe folgt dem goldenen Schnitt. Der Kapellenboden ist mit griechischem Marmor ausgelegt. Der halbkreisförmige, gemauerte Altarraum befindet sich mittig der verglasten Nordfassade und erhält indirektes, natürliches Licht von oben. Der Altartisch besteht aus Wachauer Marmor und weist auf der Stirnseite zwölf reliefierte Figuren auf, die die zwölf Apostel darstellen. Zur rechten Seite des Altars befindet sich der Ambo, der ebenfalls aus Wachauer Marmor gefertigt ist und im Relief den Auferstandenen mit den Emmausjüngern zeigt. Sowohl Altar als auch Ambo sind ein Werk des Lienzer Künstlers Peter Niedertscheider. Zur linken Seite des Altars befindet sich das Taufbecken, das aus dem 19. Jahrhundert stammt.